# Meta-analyse

De mate van betrouwbaarheid van wetenschappelijk bewijs in de medische wetenschappen, met bovenaan de meta-analyse

Een meta-analyse is een onderzoek waarbij de resultaten van eerder uitgevoerde onderzoeken samen worden genomen om een preciezere uitspraak te doen over een bepaald fenomeen of theorie. De term stamt af van Gene V. Glass: "Meta-analyse verwijst naar de analyse van analyses". Meta-analyse kan als doel hebben om gemengde resultaten van voorgaand onderzoek te verklaren of om nieuwe hypotheses te bevestigen die niet te toetsen zijn in een enkele studie. Meta-analyse is een statistische techniek die vaak maar niet altijd gebruikt wordt in een systematische review. Het belangrijkste voordeel van meta-analyse is de aggregatie over meerdere studies die leidt tot een hoger statistisch onderscheidingsvermogen en meer robuste schattingen van het effect.

## Voordelen van meta-analyse
- Resultaten van meta-analyse kunnen worden gegeneraliseerd naar een grotere populatie
- De precisie en accuraatheid van schattingen wordt hoger doordat meer data wordt gebruikt voor een statistische toets
- Gemengde resultaten van voorgaand onderzoek kunnen worden geanalyseerd en verklaard.
- Het effect van moderatoren kan worden onderzocht om te zien of die variantie in effect-groottes verklaren.

## Uitdagingen
Mogelijke problemen bij het uitvoeren van een meta-analyse zijn:
- De verschillende onderzoeken kunnen onder verschillende condities zijn uitgevoerd, waardoor de resultaten niet op een betrouwbare manier met elkaar vergeleken kunnen worden.
- Publicatiebias: Onderzoek waar geen significante uitkomst, of een negatief resultaat uit naar voren is gekomen wordt vrij vaak niet gepubliceerd. Daardoor kan bij het meta-onderzoek een onevenredig groot aandeel significante onderzoeksuitkomsten verkregen worden, wat het effect kan vertekenen. In een meta-analyse kan publicatiebias opgespoord worden door beoordeling van een zogenaamde funnel-plot. Om publicatiebias tegen te gaan zijn er hier en daar al stappen genomen om te verzekeren dat bijvoorbeeld farmaceutische bedrijven die trachten met onderzoek de werkzaamheid van een bepaald geneesmiddel aan te tonen, dit onderzoek ook publiceren als het resultaat negatief is. Dit door de eis te stellen dat onderzoek, om als bewijs bij registratie te worden toegelaten, van tevoren aangemeld moet zijn.